# Eulasia bombylius
Eulasia bombylius là một loài bọ cánh cứng trong họ Glaphyridae. Loài này được Fabricius miêu tả khoa học năm 1787.